# Finanzas personales
Las finanzas personales son la gestión financiera que requiere un individuo o unidad familiar para presupuestar, ahorrar y gastar sus recursos monetarios a través del tiempo, teniendo en cuenta los riesgos financieros y los acontecimientos futuros de su vida.
Las finanzas personales tratan de la aplicación de los principios de las finanzas en la gestión de sus bienes monetarios. Las finanzas personales . En su análisis se incluyen  los ingresos y pagos recibidos o pagados durante el evento y tiene las herramientas  financieras con los que cuenta el individuo y optimiza sus recursos monetarios.

## Definición
Las finanzas personales se refieren al manejo y administración de dinero tuyo. Es decir, la administración de todo tu dinero: tus ingresos, tus gastos, bienes materiales, fondos , fondos de inversión, seguros, créditos.

## Historia
Antes del desarrollo de una especialidad en finanzas personales, las diversas disciplinas que están estrechamente relacionadas con ella, como la economía familiar y la economía del consumidor, se enseñaron en varias universidades como parte de la economía doméstica durante más de 100 años.
La investigación más antigua conocida en las finanzas personales se llevó a cabo en 1920 por Hazel Kyrk. Su tesis doctoral en la Universidad de Chicago, sentó las bases de la economía de consumo y la economía familiar. Margaret Reid, profesor de la economía doméstica en la misma universidad, es reconocido como uno de los pioneros en el estudio del comportamiento del consumidor y el comportamiento de los hogares.
En 1947, Herbert A. Simon, premio Nobel, sugirió que un tomador de decisiones no siempre toma la mejor decisión financiera debido a los recursos educativos limitados e inclinaciones personales. En 2009, Dan Ariely sugirió que la crisis financiera del 2008 ha demostrado que los seres humanos no necesariamente siempre toman una decisión financiera racional y el mercado no es necesariamente auto-regulador y correctivo de los desequilibrios de la economía.
Por lo tanto, es necesaria la educación de finanzas personales para ayudar a un individuo o una familia a tomar decisiones financieras racionales a lo largo de su vida. Antes de 1990, los economistas y profesores de negocios prestaron poca atención a las finanzas personales. Sin embargo, varias universidades de Estados Unidos, tales como la Universidad Brigham Young, de la Universidad Estatal de Iowa, y la Universidad Estatal de San Francisco han empezado a ofrecer programas educativos financieros, tanto en los programas de grado y postgrado en los últimos 30 años. Estas instituciones han publicado varios trabajos en revistas tales como "The Journal of Financial Counseling and Planning" y "Journal of Personal Finance". La investigación sobre las finanzas personales se basa en varias teorías como la teoría de intercambio social y andragogía (teoría del aprendizaje de adultos). Los organismos profesionales, como la Asociación Americana de Ciencias de la Familia y del Consumidor y el Consejo Americano de intereses de los consumidores comenzaron a desempeñar un papel importante en el desarrollo de este campo desde 1950 hasta 1970. El establecimiento de la Asociación de Asesoría Financiera y Planificación (AFCPE) en 1984 en la Universidad Estatal de Iowa y la Academia de Servicios Financieros (AFS) en 1985 marcó un hito importante en la historia de las finanzas personales. Asistencias de las dos sociedades provienen principalmente de profesores y graduados de escuelas de negocios y la economía doméstica. AFCPE ya ha ofrecido varias certificaciones para los profesionales en este campo, tales como Acreditado Asesor Financiero (AFC) y Asesores de vivienda certificados (CHC). Mientras tanto, AFS coopera con planificador financiero certificado (CFP Board).
A medida que las preocupaciones acerca de la capacidad financiera de los consumidores han aumentado en los últimos años, ha surgido una variedad de programas de educación, que atienden a una amplia audiencia o para un grupo específico de personas, como los jóvenes y las mujeres. Los programas educativos son frecuentemente conocidos como "alfabetización financiera". Sin embargo, no había ningún plan de estudios estandarizado para la educación de finanzas personales hasta después de la crisis financiera de 2008. El Consejo Asesor del presidente de Estados Unidos sobre Capacidad Financiera se creó en 2008 con el fin de fomentar la educación financiera entre los estadounidenses. También hizo hincapié en la importancia de desarrollar un estándar en el campo de la educación financiera.

## Proceso de planificación financiera personal
El componente clave de las finanzas personales es la planificación financiera, que es un proceso dinámico que requiere un seguimiento y una evaluación periódica. En general, se trata de cinco pasos:
1. Evaluación: La situación financiera de una persona se evalúa mediante la compilación de versiones simplificadas de los estados financieros, incluyendo los balances y cuentas de resultados. En un balance personal se muestran los valores de los bienes personales (por ejemplo, automóvil, casa, ropa, acciones, cuentas bancarias), junto con los pasivos personales (por ejemplo, la deuda de tarjetas de crédito, préstamos bancarios, hipotecas). En una declaración de renta personal se enumeran los ingresos y gastos personales.
2. El establecimiento de objetivos: Tener múltiples objetivos es común, incluyendo una mezcla de objetivos a corto y largo plazo. Por ejemplo, un objetivo a largo plazo sería la de "retirarse a los 65 años con un patrimonio personal de $ 1.000.000," mientras que un objetivo a corto plazo sería la de "ahorrar para un nuevo equipo en el próximo mes." El establecimiento de objetivos financieros ayuda a dirigir la planificación financiera. El establecimiento de objetivos se realiza con el objetivo de cumplir con los requisitos financieros específicos.
3. Creación del plan: El plan financiero detalla cómo llevar a cabo los objetivos. Podría incluir, por ejemplo, la reducción de gastos innecesarios, aumentando los rendimientos del trabajo, o invertir en el mercado de valores.
4. Ejecución: La ejecución de un plan financiero a menudo requiere disciplina y perseverancia. Muchas personas obtienen ayuda de profesionales como contadores, asesores financieros, asesores de inversión, y los abogados.
5. Vigilancia y la re-evaluación: A medida que pasa el tiempo, el plan financiero es monitoreado por posibles ajustes o re-evaluaciones, así como un previo plan de contingencias para casos especiales.

Las metas típicas que la mayoría de los adultos y adultos jóvenes han tenido estarán relacionados con el uso y disposición de tarjeta de crédito / préstamos o créditos personales / deuda / crédito de vivienda / coche de préstamos estudiantiles, que invierten para el retiro, que invierten los costos universitarios para los niños, el pago de los gastos médicos.

## Las áreas de enfoque
Las seis áreas clave de la planificación financiera personal, según lo sugerido por el Consejo de Normas de planificación financiera, son los siguientes:
1. Posición financiera: tiene que ver con la comprensión de los recursos personales disponibles mediante el examen de patrimonio neto y de flujo de efectivo de los hogares. El valor neto es el balance de una persona, calculado mediante la suma de todos los activos bajo el control de esa persona, menos todos los pasivos de la familia, en un momento en el tiempo.El flujo de efectivo del hogar asciende a todas las fuentes de ingresos esperados dentro de un año, menos todos los gastos previsto en el mismo año. A partir de este análisis, el planificador financiero puede determinar en qué grado y en qué momento los objetivos personales se pueden lograr.
2. Una protección adecuada: o Seguro, el análisis de la forma de proteger una casa contra riesgos imprevistos. Estos riesgos se pueden dividir en responsabilidad, la propiedad, la muerte, discapacidad, salud y cuidado a largo plazo. Algunos de estos riesgos pueden ser auto-asegurables mientras que para la mayoría se requiere la compra de un contrato de seguro. La determinación de la cantidad de seguro para obtener, en la mayoría de los términos de costo efectivo requiere el conocimiento del mercado de los seguros de personas. Propietarios de negocios, profesionales, atletas y artistas requieren los profesionales de seguros especializados para proteger adecuadamente a sí mismos. Puesto que el seguro también goza de algunos beneficios fiscales, la utilización de productos de seguro de inversión puede ser una pieza fundamental de la planificación general de la inversión.
3. Planificación fiscal: por lo general, el impuesto sobre la renta es el gasto más grande en un hogar. La gestión de los impuestos no es una cuestión de si o no se pagarán los impuestos, sino cuándo y cuánto. El gobierno da muchos incentivos en forma de deducciones fiscales y créditos, que se puede utilizar para reducir la carga fiscal de por vida. La mayoría de los gobiernos modernos utilizan un impuesto progresivo. Por lo general, a medida que crece el ingreso de uno, un tipo marginal superior del impuesto debe ser pagado. La comprensión de cómo tomar ventaja de los incentivos fiscales en la planificación de una miríada de uno de sus finanzas personales pueden tener un impacto significativo.
4. La inversión y los objetivos de acumulación: la planificación de cómo acumular suficiente dinero para las compras grandes y acontecimientos de la vida es lo que la mayoría de la gente considera la planificación financiera. Las principales razones para acumular activos incluyen, la compra de una casa o un coche, iniciar un negocio, el pago de los gastos de educación, y el ahorro para el retiro.
La consecución de estos objetivos requiere la proyección de lo que van a costar, y cuando uno tiene que retirar fondos. Un riesgo importante para la familia en el logro de su objetivo de acumulación es la tasa de aumento de los precios en el tiempo, o la inflación. El uso de calculadoras de valor actual neto, el planificador financiero le sugerirá una combinación de asignación de activos y ahorros regular para ser invertido en una variedad de inversiones. Con el fin de superar la tasa de inflación, la cartera de inversiones tiene que obtener una tasa de retorno más alta, que normalmente se someta la cartera a una serie de riesgos. La gestión de estos riesgos de la cartera es más a menudo lleva a cabo utilizando la asignación de activos, que busca diversificar el riesgo de inversión y oportunidades. Esta asignación de activos le prescribirá un porcentaje de asignación para ser invertidos en acciones, bonos, dinero en efectivo e inversiones alternativas. La asignación también debe tener en cuenta el perfil de riesgo personal de cada inversor, ya que las actitudes de riesgo varían de persona a persona.
5. La planificación de la jubilación es el proceso de comprensión de lo que cuesta vivir en retiro, y dar con un plan para distribuir los activos para cubrir cualquier déficit de ingresos. Los métodos para plan de retiro incluyen tomar ventaja de las estructuras gubernamentales permitido para administrar la obligación tributaria incluyendo: estructuras individuales (IRA), o planes de jubilación patrocinados por el empleador.
6. El planeamiento de estado consiste en la planificación para la disposición de los activos de uno después de la muerte. Por lo general, hay un impuesto por el gobierno estatal o federal cuando uno muere. Evitar estos impuestos significa que los activos de más de uno serán distribuidos a sus herederos. Uno puede dejar sus bienes a la familia, amigos o grupos de caridad.

## Ahorro
El ahorro es una práctica fundamental en la gestión de las finanzas personales. Consiste en reservar una parte del dinero disponible en lugar de gastarlo inmediatamente. El ahorro tiene varios beneficios, como por ejemplo, permitir enfrentar imprevistos, ahorrar para la educación de los hijos, financiar proyectos personales y tener una vejez más tranquila.
Para ahorrar de manera efectiva, se pueden seguir algunas reglas y métodos. En primer lugar, es importante establecer metas claras y realistas para el ahorro, como por ejemplo, ahorrar para la compra de una vivienda o para la creación de un fondo de emergencia. Luego, se puede establecer un presupuesto y determinar cuánto dinero se puede destinar al ahorro cada mes. Una buena práctica es destinar al menos el 10% del ingreso mensual al ahorro.
Otro método efectivo es la regla del 50-30-20, que establece que el 50% del ingreso debe destinarse a gastos esenciales, como vivienda y alimentación, el 30% a gastos no esenciales, como entretenimiento y viajes, y el 20% al ahorro y a la inversión. 
Además, es importante tener disciplina y constancia en la práctica del ahorro. Se pueden utilizar herramientas como las cuentas de ahorro o los planes de pensiones para hacer crecer el dinero ahorrado. También es importante evitar las deudas innecesarias y tener un control adecuado de los gastos.
En conclusión, el ahorro es una práctica fundamental para tener unas finanzas personales saludables y lograr alcanzar metas a largo plazo. Al seguir reglas y métodos adecuados, se puede ahorrar de manera efectiva y tener un futuro financiero más estable.

## Educación y herramientas
De acuerdo con una encuesta realizada por Harris Interactive, el 99% de los adultos están de acuerdo en que las finanzas personales deben ser enseñadas en las escuelas. Las autoridades financieras y el gobierno federal estadounidense había ofrecido materiales educativos gratuitos en línea para el público. Sin embargo, según una encuesta del Bank of America, el 42% de los adultos se desanimó mientras que el 28% de los adultos cree que las finanzas personales es un tema difícil debido a la gran cantidad de información disponible en línea. A partir de 2015, 17 de los 50 estados en los Estados Unidos requiere a los estudiantes de la escuela secundaria estudiar las finanzas personales antes de graduarse. La eficacia de la educación financiera en la audiencia general es objeto de controversia. Por ejemplo, un estudio realizado por Bell, Gorin y Hogarth (2009) declaró que aquellos que se someten a la educación financiera eran más propensos a utilizar un plan de gastos formal. Financieramente los estudiantes de la escuela secundaria educados son más propensos a tener una cuenta de ahorros con ahorros regulares, menos los descubiertos y más propensos a pagar sus saldos de tarjetas de crédito. Sin embargo, otro estudio hecho por Cole y Shastry (Harvard Business School, 2009) encontró que no hubo diferencias en el ahorro de los comportamientos de las personas en Estados estadounidenses con el mandato de la educación financiera forzada y los estados que no tienen un mandato de alfabetización.
Finanzas Click publica revistas de finanzas personales. Varias herramientas de software de finanzas personales notables incluyen CountAbout, Buxfer, Geezeo, Mint.com, Quicken, Wesabe., Moneydance y MoneyWiz.

## La depreciación de los activos
Una cosa a tener en cuenta con las finanzas personales y objetivos valor neto es la depreciación de activos. Un activo que se deprecia es un activo que pierde valor con el tiempo o con el uso. Algunos ejemplos serían el vehículo que una persona posee, barcos, y capitalizado gastos. Añaden valor a la vida de una persona, pero a diferencia de los activos que no hacen dinero y deben ser una clase propia. En el mundo de los negocios, a efectos fiscales y teneduría de libros, éstos se amortizan con el tiempo debido al hecho de que su vida útil se agote. Esto se conoce como depreciación acumulada y con el tiempo tendrá que ser reemplazado el activo.

## Las Finanzas Personales en la Era Digital
Otro punto relevante es cómo las tecnologías digitales están transformando de forma concreta la gestión del dinero a nivel individual. Hoy existen múltiples herramientas que facilitan esta transformación: aplicaciones móviles de presupuesto como Mint o YNAB; comparadores en línea como Acierto para los seguros, Kreditium para los préstamos o Raisin para las cuentas de ahorro; plataformas de inversión accesible como Robinhood; y exchanges de criptomonedas como Coinbase o Binance. Este ecosistema digital no solo ha hecho que las finanzas personales sean más accesibles, sino que también ha generado nuevas dinámicas, como la inversión sin intermediarios tradicionales, la automatización de hábitos financieros o la exposición a activos volátiles como las criptomonedas. A su vez, todo esto plantea desafíos crecientes en materia de ciberseguridad y privacidad financiera, obligando a los usuarios a familiarizarse con medidas como la autenticación en dos pasos, el cifrado de datos y la gestión de permisos en las apps financieras.
- Portal:Economía. Contenido relacionado con Economía.

## Otras lecturas
- Kwok, H., Milevsky, M., and Robinson, C. (1994) Asset Allocation, Life Expectancy, and Shortfall, Financial Services Review, 1994, vol 3(2), pg. 109–126.
- Opdyke, J.D. (2010). The Wall Street Journal. Complete Personal Finance Guidebook. The Wall Street Journal Guidebooks (en inglés). Crown Publishing Group. ISBN 978-0-307-49887-8. 256 páginas.
- Martínez, M. D. L. Á. V. (2020). Empresas fintech, activos virtuales y la era digital: retos y oportunidades en México. Revista Iberoamericana de Contaduría, Economía y Administración: RICEA, 9(18), 47-73.

- Datos: Q253613
- Multimedia: Personal finance / Q253613